# Certiorari
Na legislação, certiorari é um processo judicial para buscar a revisão judicial de uma decisão de um tribunal inferior ou agência governamental. Certiorari vem do nome de um mandado de prerrogativa inglês, emitido por um tribunal superior para ordenar que o expediente de primeira instância seja enviado ao tribunal superior para revisão. O termo é latim para "ter certeza", e vem da linha de abertura de tais escritos, que tradicionalmente começava com as palavras latinas "Certiorari volumus ..." ("Queremos ter certeza ...").
Certiorari foi herdado como parte do direito consuetudinário inglês pelos países da Comunidade das Nações e pelos Estados Unidos. Posteriormente, evoluiu no sistema jurídico de cada nação, à medida que as decisões dos tribunais e as alterações estatutárias são feitas. Na lei moderna, certiorari é reconhecido em muitas jurisdições, incluindo Inglaterra e País de Gales (agora chamado de "ordem de anulação"), Austrália, Canadá, Índia, Irlanda, Filipinas e Estados Unidos. Com a expansão do direito administrativo nos séculos XIX e XX, o título de certiorari ganhou uso mais amplo em muitos países, para revisar as decisões de órgãos administrativos, bem como de tribunais inferiores.

## Roma Antiga
O uso histórico remonta ao Direito Romano. No direito romano, certiorari foi sugerido em termos de revisão de um caso - da mesma forma que o termo é aplicado hoje - embora o termo também tenha sido usado por escrito para indicar a necessidade ou o dever de informar outras partes sobre a decisão de um tribunal. Era um termo altamente técnico aparecendo apenas em latim jurisprudencial, mais freqüentemente nas obras de Ulpiano.
O termo certiorari é freqüentemente encontrado na literatura romana sobre direito, mas aplicado de uma maneira filosófica em vez de tangível quando se trata da ação de revisão de um caso ou de aspectos de um caso. Essencialmente, afirma que o caso será ouvido.